# Yacouba Bamba
Yacouba Bamba (Marcory, 16 dicembre 1975) è un ex calciatore ivoriano, di ruolo attaccante.